# Lotus Eleven
De Lotus Eleven was een sportwagen van het Britse automerk Lotus.
De Eleven werd in verscheidene varianten geproduceerd, waarbij de varianten uit 1958 soms ook Lotus 13 worden genoemd. Dit is echter een onofficiële benaming.
Hoewel er ook veel motorische varianten van het model werden geproduceerd bleef het hoofddoel voor de Eleven om hoge ogen te gooien in de 1100 cc-klasse. Op het einde van de jaren 50 was de wagen dan ook een van de meest succesvolle in zijn klasse.